# Massimo Maugeri
Pour les articles homonymes, voir Maugeri.
 (mars 2025).
La mise en forme du texte ne suit pas les recommandations de Wikipédia : il faut le « wikifier ».
Les points d'amélioration suivants sont les cas les plus fréquents. Le détail des points à revoir est peut-être précisé sur la page de discussion.
- Les titres sont pré-formatés par le logiciel. Ils ne sont ni en capitales, ni en gras.
- Le texte ne doit pas être écrit en capitales (les noms de famille non plus), ni en gras, ni en italique, ni en « petit »…
- Le gras n'est utilisé que pour surligner le titre de l'article dans l'introduction, une seule fois.
- L'italique est rarement utilisé : mots en langue étrangère, titres d'œuvres, noms de bateaux, etc.
- Les citations ne sont pas en italique mais en corps de texte normal. Elles sont entourées par des guillemets français : « et ».
- Les listes à puces sont à éviter, des paragraphes rédigés étant largement préférés. Les tableaux sont à réserver à la présentation de données structurées (résultats, etc.).
- Les appels de note de bas de page (petits chiffres en exposant, introduits par l'outil «  Source ») sont à placer entre la fin de phrase et le point final[comme ça].
- Les liens internes (vers d'autres articles de Wikipédia) sont à choisir avec parcimonie. Créez des liens vers des articles approfondissant le sujet. Les termes génériques sans rapport avec le sujet sont à éviter, ainsi que les répétitions de liens vers un même terme.
- Les liens externes sont à placer uniquement dans une section « Liens externes », à la fin de l'article. Ces liens sont à choisir avec parcimonie suivant les règles définies. Si un lien sert de source à l'article, son insertion dans le texte est à faire par les notes de bas de page.
- La présentation des références doit suivre les conventions bibliographiques. Il est recommandé d'utiliser les modèles {{Ouvrage}}, {{Chapitre}}, {{Article}}, {{Lien web}} et/ou {{Bibliographie}}. Le mode d'édition visuel peut mettre en forme automatiquement les références.
- Insérer une infobox (cadre d'informations à droite) n'est pas obligatoire pour parachever la mise en page.

Pour une aide détaillée, merci de consulter Aide:Wikification.
Si vous pensez que ces points ont été résolus, vous pouvez retirer ce bandeau et améliorer la mise en forme d'un autre article.

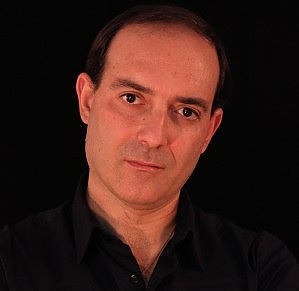
Massimo Maugeri, 2013

Massimo Maugeri est un écrivain, blogueur et animateur de radio italien. Il est né à Catane, en Sicile, le 18 mai 1968,.

## Carrière
Il contribue à la section 'culture' de magazines, de journaux et intervient sur Radio Polis. 
Maugeri est le fondateur et directeur de Letteratitudine un blog littéraire lancé en 2006 et considéré comme l'un des plus influents en Italie  qui propose des commentaires sur la Littérature italienne contemporaine.

## Publications

### Romans
- Identità distorte[6] (Prova d'Autore, 2005 - Prix Martoglio)
- Trinacria Park (Edizioni e/o, 2013 - Prix Vittorini);
- Cetti Curfino (La nave di Teseo, 2018)[7].
- Il sangue della Montagna (La nave di Teseo, 2021)[8].

### Essais
- Letteratitudine 1, il libro - vol. I - 2006-2008 (Azimut, 2008);
- L’e-book è il futuro del libro (Historica, 2011);
- Letteratitudine 2, il libro - vol. 2" (Historica, 2012);
- Letteratitudine 3: letture, scritture, metanarrazioni" (LiberAria, 2017)[9].

### Nouvelles
- La coda di pesce che inseguiva l’amore (Sampognaro & Pupi, 2010 - Prix Più a Sud di Tunisi 2011), avec Simona Lo Iacono;
- Recueil de nouvelles Viaggio all’alba del millennio (Perdisa Pop, 2011 - Prix international Sebastiano Addamo);